# Nellie Connally
Idanell Brill Connally, detta Nellie (Austin, 24 febbraio 1919 – Austin, 1º settembre 2006), è stata una first lady statunitense, presente all'assassinio di John F. Kennedy.

## Biografia
Nata ad Austin, in Texas, fu dal 1940 la moglie di John Connally, che ha servito come governatore del Texas e poi come Segretario del Tesoro. Era presente in prima persona all'omicidio di John Fitzgerald Kennedy nel 1963. Prese parte a molte raccolte fondi e iniziative contro il diabete e il cancro al seno.